# Augusta Plagemann
Anna Catharina Augusta Plagemann, född 28 mars 1799 i Stockholm, död 26 maj 1888 i Karlskrona, var en svensk konstnär och lärare.

## Biografi
Augusta Plagemann växte upp i en borgerlig familj i Stockholm. Hennes far Johan Joachim Fredrik Plagemann var rektor vid Tyska skolan och hade från sitt första äktenskap med Margareta Dorothea Lange sonen Carl Johan Fredrik "Fritz" Plagemann, sedermera en känd svensk farmaceut. I hans andra gifte med Anna Christina Rumstedt föddes förutom Augusta hennes syster Sofia.
Uppgifterna om Augusta Plagemanns utbildning är knapphändiga. En teori finns om att hon träffade den danske målaren Johan Laurentz Jensen när han ställde ut på Konstakademiens utställning 1834 och att hon sedan studerade måleri för honom. Det finns inga uppgifter om när eller var detta skulle ha skett. Augusta Plagemanns måleri har stora likheter med Jensens, men det behöver inte betyda att hon studerat för honom, kanske hon endast inspirerats av hans motiv.
Augusta Plagemann bedrev under en period flickpension i Stockholm för att klara sig ekonomiskt. Den exakta tiden är osäker, dock finns ett brev från en av hennes brorsdöttrar från år 1841 av vilket det framgår att skolan inte höll särskilt hög kvalité. År 1847 flyttade Augusta Plagemann till Karlskrona för att där bistå sin syster som också drev en flickpension.
Måleriet ägnade sig Augusta Plagemann åt parallellt med försörjningen som skolföreståndare och lärare. På De fria konsternas exposition 1843 var hon representerad med inte mindre än 16 målningar, samtliga stilleben med jaktbyten, blommor eller frukter. Likaså deltog hon i Konstakademiens utställningar 1850, 1853 och 1856. Hon fanns också representerad på den första utställningen som Konstföreningen för södra Sverige anordnade i Växjö 1854 med ett verk döpt till Dufvor, Sjöfåglar och ett Blomsterstycke. År 1844 reste Augusta Plagemann till Berlin för att besöka den tyske protestantiske teologen och filosofen Friedrich Schleiermachers grav. En person vars skrifter, bland annat Der christliche Glaube, 1822, starkt påverkade henne. Hon brevväxlade också med den svenske prästen och filosofen Nils Ignell, lärjunge till Friedrich Schleiermacher.
Augusta Plagemanns konst uppmärksammades och berömdes, bland annat av Fredrika Bremer i en recension av utställningen De fria konsternas exposition i Aftonbladet år 1843. Där skrev Fredrika Bremer: 
”[…] vi tacka henne för den sanna njutning, hennes mästerskap i denna sköna gren af konsten skänkt oss. Hon målar med con amore, hvilket synes så väl af mängden af hennes arbeten, som af det fulländade af nästan alla, af kompositionens poetiska behag och av föremålens friska natursanning”.
Plagemann finns representerad vid bland annat Norrköpings konstmuseum.